# Спржа
Спржа (позната и као Лесковачка спржа) је традиционални специјалитет из јужне Србије, првенствено Лесковца и околине. Припрема се искључиво од свињског, меса. Порекло спрже се може пратити и неколико векова уназад, а блиско је повезано са топљењем свињске масти, која је у прошлости представљала битан део у исхрани локалног становништва, које није могло тек тако доћи до биљних уља па је домаћинство зависило од сопствене радиности. Према доступним подацима, технолошки поступак за производњу спрже у лесковачком крају постоји преко 150 година. Спржа се и у време турске окупације производила у сеоским домаћинствима у тајности. Лесковачка спржа је јуна 2018. године, постала производ са заштићеним географским пореклом.
Најсличнији спржи по укусу и начину припреме су ваљевски дуван чварци али су они тањи и другачијег облика. Често се спржа у другим крајевима погрешно називала чварци иако она то није већ је чак и супериорнији производ од чварака, тек последњих година, спржа почиње да добија заслужено место и популарност, а сада се послужује у свим ресторанима на југу Србије. У време комунизма, у СФРЈ су готово сви ресторани и хотели били у друштвеном власништву па је на њиховом јеловнику било немогуће наћи традиционалне српске производе попут спрже и ајвара јер их велика прехрамбена предузећа нису производила, а приватни произвођачи су били онемогућени да их пласирају на тржиште, због тога српска спржа никад није стекла популарност као други месни производи из Југославије попут кулена и крањске кобасице.

## Етимологија и порекло
Реч спржа није забележена у речнику српског језика, али је бележи речник бугарског језика (буг. спържа). На територији Бугарске је одвајкада познат специјалитет под називом спржа, забележен је и регионални назив (буг. покрекло́), али се његов начин припреме разликује од краја до краја, као и избор састојака, у неким крајевима се додају бубрези и срца. Најсличнија лесковачкој спржи је спржа која се припрема на северу Бугарске у врачанском, тројанском и ловечком крају, док се шопска спржа која се прави у ћустендилском крају сличнија чварцима.

## Припрема
Спржа се припрема у дубоким казанима, а све почиње дугим кувањем сала, сланине и свих масних делова свиње, то се све кува у води која се постепено загрева и кључа до испарења. Маст је готова тек када сва вода испари, а то се проверава тако што домаћин стави прст унутра и броји до десет (чиста маст га неће опећи док вода хоће). Добијена маст се издваја, а остатак неотопљене масти се обично кува још једном истим процесом. Када је и ово готово, преостала отопљена маст се вади, а на дну остају само комадићи меса који се сада већ кувају у минималној количини масти и уситњавају се од интензивног кувања. Спржа је готова оног тренутка када се лакше меша и када се варјачом може одвојити да се види дно казана. На крају се обично у спржу додају млевена паприка и со, а добијени производ се цеди од масти пресовањем или крпом. Исцеђена маст из спрже је црвене боје (због паприке) и она се такође користи у исхрани, а има и више витамина. Овако исцеђена спржа се хлади и конзумира се искључиво хладна.
Спржа је веома јак и хранљив специјалитет и традиционално се конзумира уз хлеб, сир или салату, а као аперитив се уз њу може пити вино или ракија од воћа. У стара времена су се спржа, као и други месни производи конзумирали само у време мрса док је током поста била забрањена и домаћинства су је чувала све до Божића када би сви заједно прославили обилно.